# Valeriu Moisescu
Valeriu Moisescu (n. 1 aprilie 1932, Câmpina  - d. 20 octombrie 2016, București) a fost un regizor de teatru și profesor universitar.

## Biografie
Născut la Câmpina pe 1 aprilie 1932, Valeriu Moisescu face parte din promoția de aur a teatrului romanesc, cea care a absolvit Institutul de Teatru din București în 1956. La regie i-a avut colegi pe Lucian Pintilie, Radu Penciulescu, Mihai Dimiu si Sanda Manu. După absolvirea facultatii, a montat la teatrele din Galați, Oradea și Ploiesti, cu actori care i-au fost și mari prieteni: Mihai Paladescu, Ștefan Bănica, Ion Marinescu, Toma Caragiu, Gina Patrichi. Din 1964 a fost angajat la Teatrul Bulandra, pe care l-a slujit fără întrerupere mai bine de 25 de ani. În paralel cu o intensă activitate pedagogică - i-a indrumat pe Silviu Purcarete, Cristian Hadji-Culea, Mihai Lungeanu, Claudiu Goga, Cătălin Voineag, Gianina Cărbunariu -, a pus in scena spectacole de succes și la Iași, Craiova, la Teatrul Mic, Comedie, Nottara sau Ion Creangă.

## Decesul
Moare la 84 de ani în București, la 20 octombrie 2016.

## Filmografie
- Vicleniile lui Scapin" (1959)
- Avarul" (1962)
- Un film cu o fată fermecătoare (1967)
- "Don Juan" (1980)
- Mizantropul" (1989)
- Amphitrion" (1993).

## Premii și distincții
În 1998, a fost distins cu premiul UNITER pentru întreaga activitate.

### Decorații
- Ordinul național „Pentru Merit” în grad de Comandor (1 decembrie 2000) „pentru realizări artistice remarcabile și pentru promovarea culturii, de Ziua Națională a României”[2]